# Black Light Burns
Black Light Burns é um supergrupo de rock industrial com Wes Borland (do famoso Limp Bizkit). A formação original da banda de estúdio consistia de Borland, junto com Danny Lohner (do Nine Inch Nails e A Perfect Circle), Josh Eustis (Telefon Tel Aviv) e Josh Freese (The Vandals, A Perfect Circle e Nine Inch Nails). Seu álbum de estréia Cruel Melody, foi lançado em 5 de junho de 2007. A banda lançou um álbum de covers + DVD no verão de 2008, intitulado Cover Your Heart e Anvil Odyssey Pants, e está atualmente trabalhando em seu segundo álbum previsto para 2011.

## Membros
- Wes Borland – vocal, guitarra, teclado (2005 - presente)
- Nick Annis – guitarra (2007 - presente)
- Sean Fetterman – baixo (2007 - presente)
- Marshall Kilpatric – bateria (2007 - presente)

## Discografia
- Cruel Melody (2007)
- Cover Your Heart and the Anvil Pants Odyssey (2008)